# Rudolf Brdička
Rudolf Brdička (* 25. Februar 1906 in Prag; † 25. Juni 1970 in Marienbad) war ein tschechischer Chemiker (Physikalische Chemie).

## Leben
Rudolf Brdička studierte ab 1924 an der Karls-Universität Prag Chemie, wo er bis 1939 Assistent von Jaroslav Heyrovský war und 1929 promoviert wurde. 1934 habilitierte er sich und wurde Privatdozent für Physikalische Chemie und 1934/35 war er an der University of California, Berkeley. Im Zweiten Weltkrieg war er an einem Krankenhaus in Prag als Wissenschaftler. 1948 wurde er außerordentlicher und 1949 ordentlicher Professor für Physikalische Chemie an der Karls-Universität Prag. 1954 wurde er Direktor des Instituts für Physikalische Chemie der Akademie der Wissenschaften der CSSR in Prag. 1959 wurde er Mitglied der Leopoldina.
Wie sein Lehrer Heyrovsky befasste er sich mit Elektrochemie und speziell der Polarografie-Methode (Messung des Elektrolysestroms an der Quecksilbertropfelektrode) von Heyrovsky, der dafür 1959 den Nobelpreis erhielt.
Er wandte die Polarografie in der Krebsdiagnose von Blutserum an (Brdicka-Reaktion).